# Dewsbury
Dewsbury est une ville d'Angleterre, située dans le district métropolitain de Kirklees, dans le comté du Yorkshire de l'Ouest.

## Transports
La ville est desservie par la  gare de Dewsbury.

## Sport

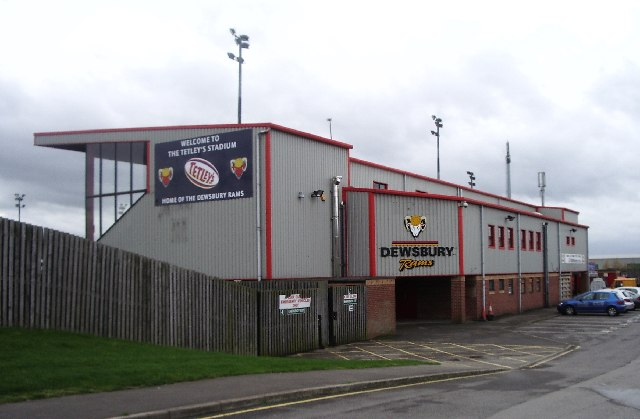
Le stade de rugby à XIII local : le Tetley's stadium.

La commune héberge le club de rugby Dewsbury Rams qui a remporté une fois le championnat en 1973, et deux fois la Coupe d'Angleterre.
le Tetley's stadium, qui comporte 3 500 places héberge pendant deux saisons le club des Bradford Bulls.

## Personnalités liées à la ville
- Michael « Stevo » Stephenson, joueur de rugby et commentateur sportif sur la chaine Sky
- Eddie Waring, dirgeant du club local pendant la Seconde Guerre mondiale, et commentateur sportif sur la BBC[1].
- Paul Crossley, pianiste